# Divorzio all'islamica a viale Marconi
Divorzio all'islamica a viale Marconi è un romanzo dello scrittore e giornalista algerino Amara Lakhous pubblicato nel 2010. 
Scritto in tono leggero tocca temi delicati come l'immigrazione, l'integralismo religioso, il razzismo, la condizione femminile.

## Trama
Un romanzo narrato a due voci, quella del siciliano Christian che si infiltra in una presunta banda di terroristi islamici e quella di Safia giovane egiziana immigrata a Roma insieme al marito Said.
Con il nome di Issa il trentenne siciliano si finge un tunisino e cerca tracce di un attacco dinamitardo islamico organizzato nella zona di viale Marconi, anche l'egiziana ha modificato il proprio nome in Sofia e soffre delle posizioni sempre più fondamentaliste del marito che la costringe ad indossare il velo.

## Edizioni
- Amara Lakhous, Divorzio all’islamica a viale Marconi, Edizioni e/o, 2010, ISBN 978-88-7641-929-4..